# Браян Джонсон (підприємець)
Браян Джонсон (англ. Bryan Johnson) — американський підприємець, письменник, та венчурний капіталіст. Джонсон засновник та генеральний директор підприємства Kernel, що розробляє пристрої, які відстежують і записують мозкову діяльність, та OS Fund, венчурної компанії, яка інвестує в науково-технічні компанії на ранніх стадіях розвитку.

## Особисте життя
Джонсон має трьох дітей з колишньою дружиною.
Був членом Церкви Ісуса Христа Святих Останніх Днів до 34 року свого життя.
Джонсон має ліцензію пілота. Піднявся на гору Кіліманджаро, найвищу гору Африки, а також на Тубкаль, найвищу вершину Північної Африки.